# Halifax Stanfield International Airport
Halifax Stanfield International Airport (IATA: YHZ, ICAO: CYHZ) är en internationell flygplats belägen utanför orten Halifax i Nova Scotia, Kanada. Den betjänar Halifax samt de Kanadensiska kustprovinserna. Flygplatsen är namngiven efter de 17:e premiärministern i provinsen Nova Scotia, Robert Stanfield. Flygplatsen öppnade år 1960.
Flygplatsen är den 8:e mest trafikerade i Kanada och trafikerades av 3 908 799 passagerare år 2016. Den är ett nav för flygbolagen Air Canada och Air Canada Express.